# Chandpur (district)
Chandpur est un district du Bangladesh. Il est situé dans la division de Chittagong. La ville principale est Chandpur.

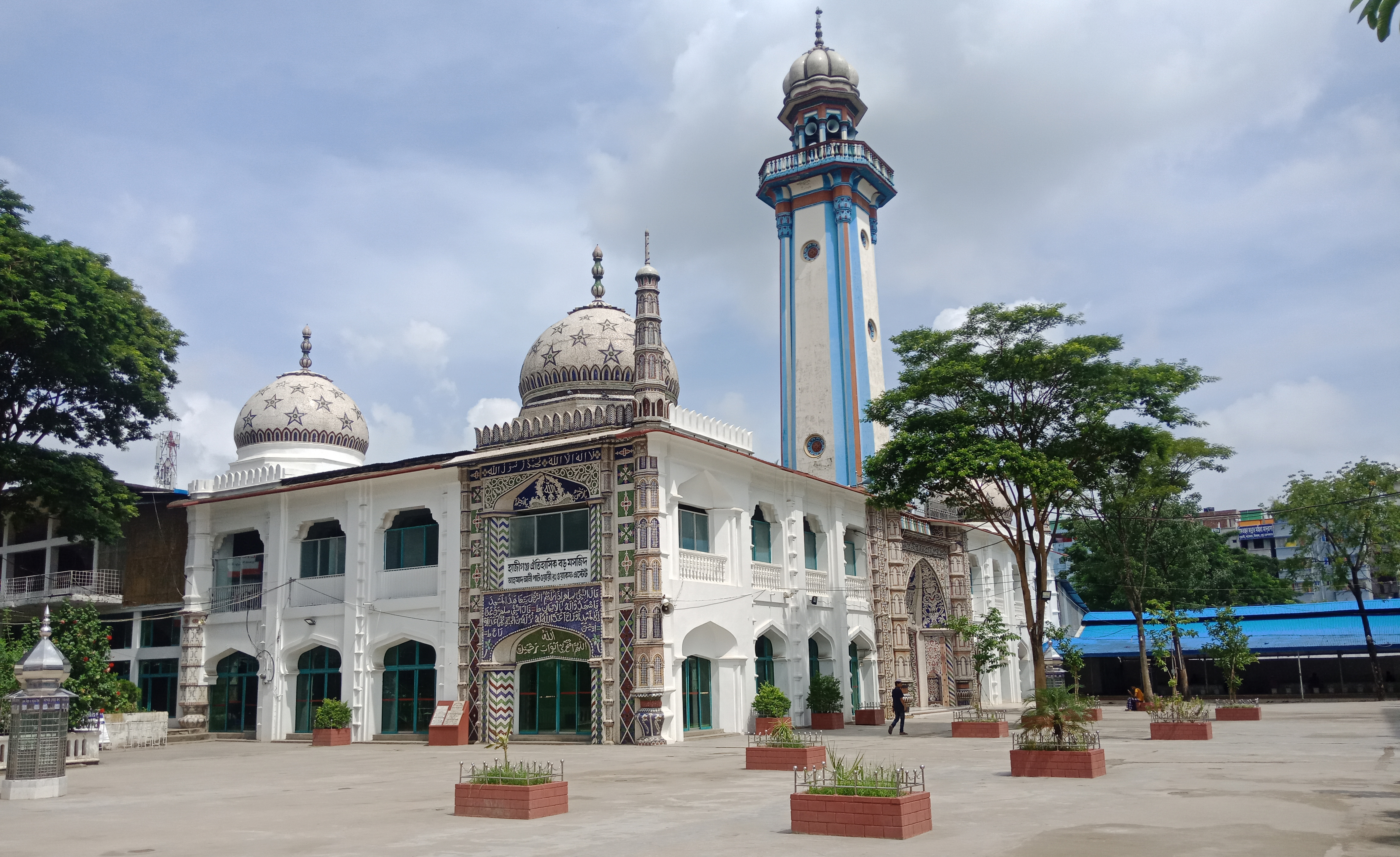
Grande mosquée Hajigonj à Chandpur, Bangladesh